# Greatest Hits (álbum de Boston)
Greatest Hits es el primer álbum recopilatorio de la banda estadounidense de rock Boston y fue publicado el 3 de junio de 1997.
Este álbum contiene canciones originalmente grabadas por sus dos compañías discográficas, Epic Records y MCA Records, así como tres sencillos inéditos («Higher Power», «Tell Me», y «The Star-Spangled Banner»). El líder de la banda, Tom Scholz, consideró que la calidad de sonido del álbum no estaba al nivel deseado, por lo que se lanzó una versión remasterizada del mismo en el 2009 con una lista de canciones un poco diferente.
Greatest Hits, siendo una compilación de grandes éxitos tuvo una muy buena aceptación, ya que se posicionó en el lugar 47.º de la lista del Billboard 200,  permaneciendo en la lista por tres semanas. Además, el álbum fue certificado doble disco de platino por más de 2.000.000 de copias vendidas en los Estados Unidos por la Recording Industry Association of America (RIAA).

## Lista de canciones
Todas las canciones fueron compuestas por Tom Scholz, excepto donde se especifique lo contrario

### Versión original de 1997
Todas las canciones escritas y compuestas por Tom Scholz, except where noted. 
| 1997 Original |                                                                            |          |  |
| N.º           | Título                                                                     | Duración |  |
| 1.            | «Tell Me»                                                                  | 4:04     |  |
| 2.            | «Higher Power» (Scholz, David Sikes)                                       | 5:06     |  |
| 3.            | «More Than a Feeling»                                                      | 4:45     |  |
| 4.            | «Peace of Mind»                                                            | 5:05     |  |
| 5.            | «Don't Look Back»                                                          | 5:57     |  |
| 6.            | «Cool the Engines» (Brad Delp, Fran Sheehan, Scholz)                       | 4:35     |  |
| 7.            | «Livin' for You»                                                           | 4:55     |  |
| 8.            | «Feelin' Satisfied»                                                        | 4:11     |  |
| 9.            | «Party» (Scholz, Delp)                                                     | 4:08     |  |
| 10.           | «Foreplay/Long Time»                                                       | 7:48     |  |
| 11.           | «Amanda»                                                                   | 4:15     |  |
| 12.           | «Rock and Roll Band»                                                       | 3:00     |  |
| 13.           | «Smokin'» (Scholz, Delp)                                                   | 4:20     |  |
| 14.           | «A Man I'll Never Be»                                                      | 6:32     |  |
| 15.           | «Star-Spangled Banner/4th Of July Reprise» (Francis Scott Key, Tom Scholz) | 2:44     |  |
| 16.           | «Higher Power (edición de John Kalodner)» (Scholz, Sikes)                  | 3:52     |  |

### Reedición de 2009
| Reedición del 2009 |                                                              |          |  |
| N.º                | Título                                                       | Duración |  |
| 1.                 | «I Had a Good Time»                                          | 4:15     |  |
| 2.                 | «Higher Power» (Scholz, David Sikes)                         | 5:06     |  |
| 3.                 | «More Than a Feeling»                                        | 4:45     |  |
| 4.                 | «Peace of Mind»                                              | 5:05     |  |
| 5.                 | «Don't Look Back»                                            | 5:57     |  |
| 6.                 | «I Need Your Love» (Fred Sampson, Scholz)                    | 5:33     |  |
| 7.                 | «Cool the Engines» (Delp, Sheehan, Scholz)                   | 4:35     |  |
| 8.                 | «Party» (Scholz, Delp)                                       | 4:08     |  |
| 9.                 | «Feelin' Satisfied»                                          | 4:10     |  |
| 10.                | «Foreplay/Long Time»                                         | 7:48     |  |
| 11.                | «Amanda»                                                     | 4:15     |  |
| 12.                | «Rock & Roll Band»                                           | 3:00     |  |
| 13.                | «Smokin'» (Scholz, Delp)                                     | 4:20     |  |
| 14.                | «A Man I'll Never Be»                                        | 6:32     |  |
| 15.                | «The Star Spangled Banner/4th Of July Reprise» (Key, Scholz) | 2:44     |  |

## Formación
- Tom Scholz — guitarra, bajo, órgano, batería, clavinet, teclados, y aplausos.
- Brad Delp — voz, guitarra y aplausos.
- Barry Goudreau — guitarra
- Fran Sheehan — guitarra
- Sib Hashian — batería
- Jim Masdea — batería
- Gary Pihl — guitarra
- Fran Cosmo — voz
- David Sikes — bajo y coros
- Doug Huffman — batería
- Curly Smith — armónica